# Roger Asmussen

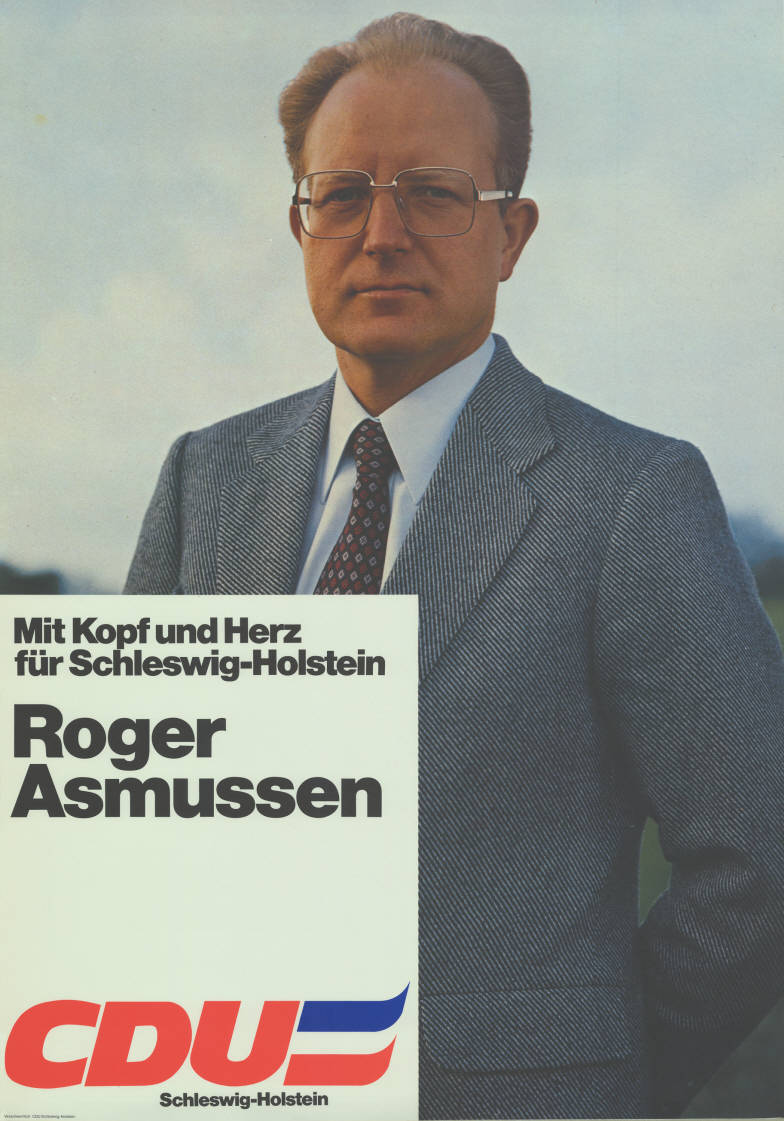
Kandidatenplakat zur Landtagswahl in Schleswig-Holstein 1979

Roger Asmussen (* 6. September 1936 in Bremerhaven; † 7. Juni 2015) war ein deutscher Politiker der CDU.

## Leben und Beruf
Nach dem Abitur studierte Asmussen, der evangelisch-lutherischen Glaubens war, Wirtschaftswissenschaften an der Albert-Ludwigs-Universität Freiburg, wo er 1960 die Prüfung zum Diplom-Volkswirt ablegte. Während seines Studiums wurde er 1956 Mitglied der Burschenschaft Franconia Freiburg.
Nachdem er zunächst in verschiedenen Unternehmen tätig gewesen war, war er von 1968 bis 1983 Geschäftsführer des Unternehmensverbandes Westküste e. V. Seit 2004 war er Verwaltungsratsvorsitzender der AOK Schleswig-Holstein. Seit 2005 war er stellvertretender Vorsitzender des Stiftungsrates der Stiftung Naturschutz Schleswig-Holstein.
Asmussen war verheiratet und hatte zwei Kinder.

## Partei
Asmussen trat 1964 der Jungen Union und 1968 der CDU bei. Von 1974 bis 1987 war er CDU-Kreisvorsitzender in Dithmarschen.

## Abgeordneter
Von 1970 bis 1978 war Asmussen Kreistagsabgeordneter in Dithmarschen.
Asmussen war von 1971 bis 1988 Landtagsabgeordneter in Schleswig-Holstein. Er vertrat den Wahlkreis Dithmarschen-Süd im Parlament. Von 1979 bis 1983 war er stellvertretender Fraktionsvorsitzender, nachdem er bereits seit 1975 dem Fraktionsvorstand angehört hatte. Vom 18. Mai 1973 bis zu seiner Berufung in die Landesregierung war er Vorsitzender des Finanzausschusses des Landtages.

## Öffentliche Ämter
Asmussen war vom 13. April 1983 bis zum 31. Mai 1988 Finanzminister des Landes Schleswig-Holstein. Seit dem 9. Juni 1987 war er daneben auch Landesminister für Wirtschaft und Verkehr.
Seit dem 23. Juni 2005 war Asmussen Naturschutzbeauftragter der Schleswig-Holsteinischen Landesregierung. Am 4. Januar 2006 trat er aus Protest gegen die Naturschutzpolitik der großen Koalition von diesem Amt zurück.

## Ehrungen
Am 13. Oktober 1978 wurde Asmussen mit dem Bundesverdienstkreuz am Bande ausgezeichnet.